# Era dois (Álbum de Bemti)
era dois é o primeiro álbum de estúdio do cantor e compositor brasileiro Bemti. Foi lançado em 3 de agosto de 2018. O álbum foi produzido por Luis Calil. É o primeiro álbum solo do cantor após quatro anos na banda Falso Coral.

## Composição e gravação
Em 2015, Bemti deu início a sua carreira musical com a criação da banda Falso Coral junto com Bela Moschkovich e Guilherme Giacomini. O processo de escrita e gravação das primeiras mixagens do era dois começaram durante o Festival Bananada em Goiânia, no estúdio Casa do Chá, com a canção "Gostar de Quem". De acordo com Bemti, o álbum tomou sonoridade à partir da primeira música, onde usaria "a viola caipira misturada com vários layers de synths". As gravações do álbum se deram em São Paulo no estúdio Traquitana, estúdio do Bixiga 70, e o estúdio Flap.
Para o Canal Curta!, Bemti afirmou sobre o titulo do álbum ter duplo sentido, atrelado a uma segunda era, segundo momento ou estar junto a outra pessoa, em um relacionamento. Ainda ele continua dizendo que o álbum vêm para incentivar artistas a preencherem um local ainda pouco explorado na música brasileira com estilo folk-pop sobre temas gays.
Ainda sobra a temática do era dois, Bemti descreveu para a Revista UBC, como sendo a tentativa de resumir os seus anos durante o Falso Coral com o uso da viola caipira dos avós sendo herdada e se tornando o instrumento entrando no contexto atual da vida de Bemti. Da mesma forma, usar a voz e elementos eletronicos para "falar sobre temas universais sob o ponto de vista gay".
O primeiro single do álbum, foi a canção "Gostar de Quem" lançado em 22 de janeiro de 2018. Entre as participações do era dois estão Johnny Hooker no single de divulgação "Tango" lançado em 28 de julho de 2018. Para promoção do álbum, Bemti realizou seu primeiro show solo em 22 de novembro de 2018.
Após seu lançamento e destaque no cenário independente, era dois foi incluído na lista dos 50 melhores álbuns brasileiros pela Revista Rolling Stones Brasil, que o descreveu como "Um trabalho emotivo de Bemti, que une a viola caipira a elementos programados e eletrônicos. Mas, acima de tudo, um disco cheio de alma. Uma alma que passa por transformações e despedidas".
Em 3 de agosto de 2018 o álbum foi lançado digitalmente, tendo depois sua versão em CD.

### era dois (20,20)
Em 2020, durante a pandemia de Covid-19, Bemti relançou o álbum em 2 de junho, com uma versão especial incluindo a canção inédita "Vira Sol" com participação de Gaê para celebrar os primeiros anos em carreira solo. Bemti daria início a uma turnê pelo nordeste e incluindo passagem em Portugal, porém tendo de ser cancelada.

## Alinhamento de faixas
Todas as faixas escritas por Bemti, exceto onde notado.
| N.º            | Título                                                 | Duração |  |
| 1.             | "Intro"                                                | 1:11    |  |
| 2.             | "Me Dei um Novo Nome"                                  | 3:34    |  |
| 3.             | "Gostar de Quem"                                       | 3:54    |  |
| 4.             | "Tango (com Johnny Hooker)"                            | 3:34    |  |
| 5.             | "Eu te Proíbo de Ter Esse Poder Sobre Mim"             | 3:46    |  |
| 6.             | "Às Vezes Eu Me Esqueço de Você (com Natália Noronha)" | 3:23    |  |
| 7.             | "A Gente Combina"                                      | 3:52    |  |
| 8.             | "Carta a um Marinheiro (com Marisa Brito)"             | 4:46    |  |
| 9.             | "Jaguar"                                               | 3:09    |  |
| 10.            | "Outro (com Tuyo)"                                     | 3:41    |  |
| Duração total: | Duração total:                                         | 34:49   |  |

| Faixas adicionais da versão comemorativa |                                                               |         |  |
| N.º                                      | Título                                                        | Duração |  |
| 11.                                      | "Vira Sol (com Gaê)"                                          | 3:29    |  |
| 12.                                      | "S.O.S."                                                      | 4:04    |  |
| 13.                                      | "Eu te Proíbo de Ter Esse Poder Sobre Mim - CyberKills Remix" | 2:40    |  |
| 14.                                      | "Tango (com Johnny Hooker)- Ara Macao Forró Remix"            | 3:05    |  |
| 15.                                      | "Outro (com Tuyo) - DJ Nato_PK Remix"                         | 4:42    |  |